# Haakon VIIs Frihedskors
Haakon VIIs Frihedskors (norsk: Haakon VIIs Frihetskors) er en norsk udmærkelse fra 2. verdenskrig. Medaljen blev indstiftet 18. maj 1945, umiddelbart efter Norges befrielse. Den bliver uddelt til norske eller udenlandske militære eller civile for fremragende militær eller civil indsats under krig, både i kamp og i administrativ tjeneste. Haakon VIIs Frihedskors rangerer som nummer to af de norske krigsmedaljer og som nummer fem i rækken af norske udmærkelser.